# Kalevi Sarkalahti
Kalevi Sarkalahti (Helsinki, 15 maggio 1950) è un ex cestista finlandese.

## Carriera
È stato selezionato dai Phoenix Suns al tredicesimo giro del Draft NBA 1973 (186ª scelta assoluta).
Con la Finlandia ha disputato i Campionati europei del 1977.

## Palmarès
- Campionato finlandese: 3

Tapion Honka: 1978-79
ToPo Helsinki: 1980-81, 1982-83